# Blaž Demšar
Blaž Demšar, slovenski mizar in izdelovalec godal, * 3. februar 1903, Selca, † 14. december 1981, Ljubljana. 

## Življenjepis
Blaž Demšar se je izučil za mizarja. Leta 1928 je začel v Sarajevu izdelovati violine, ko je navezal stike s tamkajšnim izdelovalcem violin Bogdanom Milankovićem. Od 1938 je delal v Ljubljani. Naredil je preko 600 godal. Uvrščajo ga med najbolj znane izdelovalce godal v bivši Jugoslaviji, njegovi izdelki pa so znani tudi v tujini. Violine je delal po Amatijevih in Stradivarijevih modelih ter po lastnih načrtih. Njegova godala se odlikujejo po skrbni izdelavi in lepem, svojevrstnem tonu.
Družinsko tradicijo izdelovanja godal je nadaljeval sin Vilim Demšar